# Clemens Frohmann
Clemens Frohmann (* 14. Oktober 1950 in Berlin-Tempelhof) ist ein deutscher Regisseur, Autor und Kameramann.

## Leben und Arbeit in den Medien
Frohmann besuchte die Uckermark-Grundschule und das Paul-Natorp-Gymnasium in West-Berlin. Schon als Schüler drehte er drei 16-mm-Filme (Kamera und Schnitt), die vom Deutsch-Französischen Jugendwerk und der Berliner Landeszentrale für politische Bildung finanziert wurden. Damit stellte er sich nach dem Abitur 1970 beim Sender Freies Berlin vor. Nach einem einmonatigen Praktikum wurde er Freier Mitarbeiter des SFB.
Zunächst lernte er bei Regina Ziegler (damals noch SFB-Mitarbeiterin) die Grundlagen der Produktionsorganisation und arbeitete als Aufnahmeleiter, wechselte dann zur Regieassistenz bei Hans Drechsel und Michael Günther und begann nebenher Live-Regie bei Talk-Shows zu führen, die damals noch Studiogespräche hießen.
Frohmann führte 1981 erstmals Regie bei einer SFB-Serie fürs Dritte Programm, der bis zum Ende der 80er Jahre viele weitere Serien und Fernsehfilme folgten. Im Jahr 1988 übernahm er die erste Filmsynchronisation (Dialogbuch und Regie). Bis heute sind über 250 Filme und Serien zusammengekommen.
Frohmann ist Mitglied im Bundesverband Synchronregie und Dialogbuch BSD, im Synchronverband e. V. – Die Gilde (dort im Beirat) und im FREELENS e. V.
Außerdem ist Frohmann Lehrbeauftragter für Synchronsprechen an der Universität der Künste Berlin.

## Arbeit als Pilot
Im Jahr 1991 begann er nebenher die Ausbildung zum Berufspiloten. Anschließend arbeitete er 15 Jahre lang jeweils in der Sommersaison bei der Sylt Air als Pilot und Fluglehrer.
Frohmann ist Mitglied in der AOPA-Germany, Verband der Allgemeinen Luftfahrt e. V.

## Preise und Nominierungen
- 2020 Deutscher Synchronpreis für Green Book (Nominierung)
- 2019 Deutscher Synchronpreis für The Death of Stalin – Stalins Tod (Beste Komödie)
- 2003 Deutscher Preis für Synchron – Herausragendes Synchrondrehbuch: City of God (Nominierung)
- 1982 Adolf-Grimme-Preis für Robinson – 7 Tage auf der Erde (Nominierung)

## Filmografie (Auswahl)

### Synchronregie – Filme (Auswahl)
- Was ist schon normal? (2024)
- Mission: Impossible – Dead Reckoning Part 1 (2023)
- El Inconveniente – Vier Wände für Zwei (2022)
- Top Gun – Maverick (2022)
- Finch (2021) (auch Dialogbuch)
- Bad Education (2020)
- The Personal History of David Copperfield (2020)
- Queen & Slim (2019)
- Rocketman (2019) (auch Dialogbuch)
- My Dinner with Hervé (2019) (auch Dialogbuch)
- Green Book (2018)
- The Aftermath (2018)
- First Man – Aufbruch zum Mond (2018) (auch Dialogbuch)
- The little Stranger (2018)
- Mission: Impossible – Fallout (2018)

- The Death of Stalin (2018)
- Der seidene Faden (Phantom Thread) (2017)
- The Mountain between us (2017)
- Geostorm (2017) (auch Dialogbuch)
- The Book of Henry (2017) (auch Dialogbuch)
- Rules Don't Apply (2017)
- Silence (2017)
- The Nice Guys (2016)
- Money Monster (2016) (auch Dialogbuch)
- Room (2015) (auch Dialogbuch)
- Mission Impossible – Rogue Nation (2015)
- Paper Towns (2015) (auch Dialogbuch)
- The Fault in Our Stars (2014) (auch Dialogbuch)
- Noah (2014)
- The Wolf of Wall Street (2013) (auch Dialogbuch)
- Gravity (2013) (auch Dialogbuch)
- Trance (2013) (auch Dialogbuch)
- R.E.D. 2 (2013)
- Die Hard 5 – A Good Day To Die Hard (2013) (auch Dialogbuch)
- Jack Reacher (2012)
- To Rome with Love (2012) (auch Dialogbuch)
- Mission Impossible – Ghost Protocol (2011)
- Crazy Stupid Love (2011)
- Thor (2011)
- Shutter Island (2010)
- A Single Man (2010) (auch Dialogbuch)
- R.E.D. (2010)
- Up in the Air (2009)
- The Brave One (2007)
- Inland Empire (2007)
- Children of Men (2006)
- Das Parfum (2006) (auch Dialogbuch)
- Flightplan (2005)
- Aviator (2004) (auch Dialogbuch)
- City of God (2003) (auch Dialogbuch)
- Veronica Guerin (2003)
- Sweet Home Alabama (2002)
- Pearl Harbor (2001)
- Crush (2001)
- Unbreakable (2000)
- Any given Sunday (2000)
- Dinosaur (2000)
- The Matrix (1999)
- The Straight Story (1999)
- Bringing out the Dead (1999)
- Ghost Dog (1999)
- The Horse Whisperer (1998)
- Midnight in the Garden of Good and Evil (1998)
- Mad City (1997)
- The Ende of Violence (1997)
- Lost Highway (1997)
- The Juror (1996)
- The Preacher's Wife (1996)
- The Cure (1995)
- Funny Bones (1995)
- What's Eating Gilbert Grape (1994)
- Scent of a Woman (1993)
- Sliver (1993)
- Of Mice and Men (1992) (auch Dialogbuch)
- Final Analysis (1992)
- Rhapsody in August (1991)
- The Ballad of the Sad Café (1991)
- Wild at Heart (1990)
- The Fabulous Baker Boys (1990)
- Cocoon: The Return (1989)
- Jacknife (1989) (auch Dialogbuch)
- Things Change (1989) (auch Dialogbuch)
- Mond über Parador (1988) (auch Dialogbuch)

### Synchronregie – Serien und Mehrteiler (Auswahl)
- Tschugger (2021–2024)
- Das Boot (2018–2023)
- Der Bestatter (2012–2023)
- Das Netz – Prometheus (2022)
- Vienna Blood (2019–2022)
- The Nevers (2021)
- Maria Theresia (2017–2021)
- The Undoing (2020)
- Here and Now (2018)
- Die Legende von Korra (2012–2014)
- Hung – Um Längen Besser (2009–2011)
- Angela's Eyes (2006)

### Live-Regie (Auswahl)
- 2+Leif (2009–2013)
- Berlinale (für arte 2008)
- Quergefragt (2003–2008)
- Davidoff Gourmet Festival (2002)
- Talk in Berlin (2000–2002)
- Späth am Abend (1999–2002)
- Grüner Salon (1998–2002)
- Akte (1998–1999)
- Fahndungsakte (1998–1999)
- Talk im Turm (1995–1999)
- Alles dran nebenan (1994)
- Kinder-Einspruch! (1994)
- Einspruch! (1993–1994)

### Regie (Auswahl)
- Justitias kleine Fische (4 Folgen) (Sat1)[1]
- Zimmer 12A (SFB)
- 7:30 ab Berlin (SFB)
- Nachtzug nach Berlin (SFB)
- Lotto-Glück (SFB)
- Wie im Leben (8 Folgen) (SFB)
- Wer hat die Bürokratie erfunden? (10 Folgen) (SFB)
- X:enius (Pilot) (arte)[2]
- Alltägliches macht Geschichte (10 Folgen) (SFB)
- Hinter den Fassaden – Asta Nielsen (SFB)
- Hinter den Fassaden – Hedwig Courths-Mahler (SFB)
- Hinter den Fassaden – Henny Porten (SFB)[3]
- Robinson – 7 Tage auf der Erde (13 Folgen) (SFB)
- Sehen statt Hören (BR)

### Drehbuch
- Alltägliches macht Geschichte (1987)
- 7:30 ab Berlin (1984)
- Nachtzug nach Berlin (1984)
- Lottoglück (1983)
- Robinson – 7 Tage auf der Erde (1982, Begleitbuch 1981)
- Wer hat die Bürokratie erfunden? (1982)

### Theater
- Einfach Eier (Regie, 1989, TAK im Souterrain)
- Tribüne Berlin (Regieassistenz)

### Kamera
- Heimkehr – von Berlin nach Lima (Kinofilm)[4]
- Señor Turista – Begegnungen am Titicacasee (WDR)[5]
- Alltägliches macht Geschichte (SFB)

### Schnitt
- Zuhaus in fremden Betten (ZDF-Fernsehspiel, 1980)